# Iminosyra

Imin.

Karboxylsyra.

1-Pyrrolin-5-karboxylsyra, en iminosyra.

Prolin.

En iminosyra är en organisk förening som innehåller både en imingrupp (>C=NH) och en karboxylgrupp (-C(=O)-OH).
Iminosyror är besläktade med aminosyror, som innehåller både en aminogrupp (-NH2) och en karboxylgrupp (-COOH). Aminosyror som innehåller en sekundär amingrupp (den enda syra som ingår i proteiner som har denna egenskap är prolin) kallas ibland iminosyror, även om detta bruk är omdiskuterat.
Termen iminosyra har också tidigare använts för imidosyror, som innehåller en -C(=NH)-OH-grupp men ska inte längre användas.
Aminosyraoxidasenzymer kan omvandla aminosyror till iminosyror. 